# Costello Music
Costello Music es el álbum debut de la banda de rock escocesa The Fratellis. Fue lanzado el 30 de octubre de 2006 en Fallout Records y Drop Gun Recordings y el 13 de marzo de 2007 sobre Cherrytree Records en los EE. UU. y fue un éxito, alcanzando el puesto # 2 en las listas británicas y pasó 83 semanas en el Top 100. debutó detrás FutureSex / LoveSounds por Justin Timberlake y se quedó en la posición # 2 durante dos semanas más, esta vez detrás de Ta-Dah por Scissor Sisters. El álbum tuvo cinco singles, así como la descarga sólo EP Flathead. "Chelsea Dagger" fue el sencillo más exitoso, alcanzando el puesto # 5 en el Reino Unido y el # 4 en los Países Bajos.
Su éxito dio lugar a la banda de gira internacional, tocando conciertos en Europa, Estados Unidos y Japón. La popularidad que siguió del grupo vio a ganar el premio BRIT 2007 al Mejor Artista Revelación Británico. El álbum ha vendido 1,121,251 copias a partir de agosto de 2015.

## Lanzamiento
"Costello Music" fue lanzado en Disco de vinilo y CD el 11 de septiembre de 2006 en el Reino Unido. Cinco canciones fueron elegidas como sencillos: "Henrietta", "Chelsea Dagger", "Whistle for the Choir", "Baby Fratelli" y "Ole Black 'n' Blue Eyes". La canción Flathead fue usada en un comercial de iPod, y fue lanzada solamente como descargar digital vía iTunes y después como un EP. El álbum fue finalmente lanzado el 13 de marzo de 2007 en los Estados Unidos. La portada del disco y los sencillos fueron creadas por Sam Hadley.
El mayor éxito del álbum tuvo lugar en el Reino Unido, llegando al puesto n.º 2. En los Estados Unidos llegó al puesto 42 en los Billboard 200, y logró entrar en las listas de Suiza, Austria, los Países Bajos, Francia y Nueva Zelanda. Los sencillos, exceptuando a "Flathead" y "Chelsea Dagger", solo lograron entrar a las listas del Reino Unido, obteniendo una popularidad moderada.
La versión japonesa de "Costello Music", lanzada el 27 de marzo de 2007, contuvo 2 temas inéditos: "Dirty Barry Stole the Bluebird"- un lado B de Chelsea Dagger y "Cigarello". Además, esta versión contenía los videos de "Chelsea Dagger", "Henrietta" y "Flathead", accesibles mediante el programa Adobe Flash.
En total, la banda vendió 1.5 millones de copias en todo el mundo y 900.000 en el Reino Unido.

## Recepción y crítica
Costello Music recibió críticas generalmente favorables. Stuart Bertman de Pitchfork Media dijo del álbum de The Fratellis ‘ingenuo pero amable’, ‘predecible’, y ‘grandiosamente gratificante’. Elizabeth Goodman de Rolling Stone describió el sencillo  Flathead  como ‘preternaturalmente pegadiza’ y afirmó que ‘te hace eufórico en el momento’. Helen Phares de Allmusic ‘destacó su alta energía’ y ‘diversión en el momento’. Ryan Fooley de Stylus Magazine compartió puntos de vista similares, y lo describió como ‘más allá de infecciosa’ y afirmando que llenan ‘sus cancioncillas pop-punk de tres minutos con gruñido melódico y coros suficientemente fuertes'. Chad Grischow de IGN le dio al álbum una puntuación excepcional y dijo ‘no es el álbum más refinado que comprarás este año, pero seguramente no te arrepentirás de hacerlo’. El más negativo fue Sal Chinquemani de Slant Magazine, diciendo que fue ‘tediosamente misógino’.

## Lista de canciones
Todas las letras escritas por The Fratellis.
| N.º   | Título                                 | Duración |  |
| 1.    | «Henrietta»                            | 3:32     |  |
| 2.    | «Flathead»                             | 3:17     |  |
| 3.    | «Cuntry Boys and City Girls»           | 3:31     |  |
| 4.    | «Whistle for the Choir»                | 3:35     |  |
| 5.    | «Chelsea Dagger»                       | 3:25     |  |
| 6.    | «For the Girl»                         | 2:48     |  |
| 7.    | «Doginabag»                            | 3:20     |  |
| 8.    | «Creepin' Up the Backstairs»           | 3:07     |  |
| 9.    | «Vince the Loveable Stoner»            | 3:14     |  |
| 10.   | «Everybody Knows You Cried Last Night» | 3:54     |  |
| 11.   | «Baby Fratelli»                        | 3:56     |  |
| 12.   | «Got Ma Nuts From a Hippie»            | 3:11     |  |
| 13.   | «Ole Black 'n' Blue Eyes»              | 3:16     |  |
| 44:58 |                                        |          |  |

### Pistas Extra
- "The Gutterati?" – 2:28 (Replaces "Cuntry Boys & City Girls" on US version as Track #5, moving "Whistle for the Choir" to Track #3 and "Chelsea Dagger" to Track #4)
- "Ole Black ‘n’ Blue Eyes" en una Pista oculta en la versión estadounidense.
- "Dirty Barry Stole The Bluebird" – 4:04 (Pista Extra en la versión japonesa)
- "Cigarello" – 3:06 (Pista Extra en la versión japonesa)
- Algunas versiones del CD mueven a "Cuntry Boys and City Girls" a la pista 14.

## Trivia
- Los Glasgow Warriors usan a Chelsea Dagger cuando anotan un Try en sus juegos en Scotstoun.
- El equipo de la NHL, Chicago Blackhawks usan Chelsea Dagger cuando anotan un gol jugando de local[15]